# Грей, Джозеф
Джозеф Грей (англ. Joseph Gray; 20 октября 1919, Ирландия — 7 мая 1999, Шрусбери, Великобритания) — католический прелат, епископ Шрусбери.

## Биография
Джозеф Грей родился 20 октября 1919 года в Ирландии. 20 июня 1943 года был рукоположён в священника.
19 декабря 1968 года Римский папа Павел VI назначил Джозефа Грея титулярным епископом Мерсии и вспомогательным епископом архиепархии Ливерпуля. 16 февраля 1969 года Джозеф Грей был рукоположён в епископа.
19 августа 1980 года Римский папа Иоанн Павел II назначил Джозефа Грея ординарием епархии Шрусбери.
23 июня 1995 года Джозеф Грей ушёл в отставку.
Умер 7 мая 1999 года.